# North Fremantle
North Fremantle è un sobborgo di Perth in Australia occidentale situato all'interno della Città di Fremantle.
Si trova su una penisola con l'Oceano Indiano e il fiume Swan a est.
A nord è separata con la McCabe Street dal sobborgo di Mosman Park

## Infrastrutture e trasporti
North Fremantle ha una stazione ferroviaria sulla Stirling Highway che fornisce un servizio verso la città di Perth.
Esistono anche diverse fermate degli autobus.